# Ernst Sigismund von Wedell
Ernst Sigismund von Wedell (* 27. August 1704 in Cossin in der Neumark; † 25. August 1758 in Zorndorf) war ein preußischer Major, Kommandeur eines Grenadierbataillons und Ritter des Ordens Pour le Mérite.

## Leben

### Herkunft
Seine Eltern waren der dänische Leutnant Georg Christoph von Wedell († 10. April 1716) und Lucretia Catharina von Beneckendorff († 14. Juli 1757) aus dem Haus Stolzenfelde.

### Militärkarriere
Wedell trat 1722 in preußische Dienste und wurde im Regiment „von Forcade“ angestellt. Er stieg zum Major auf und wurde 1745 in der Schlacht bei Soor verwundet sowie für seine Tapferkeit mit dem Orden Pour le Mérite ausgezeichnet. Während des Siebenjährigen Krieges wurde ihm ein Grenadierbataillon zugewiesen. Dieses wurde aus den Infanterieregimentern „von Forcade“ und „von Winterfeldt“ gebildet. Wedell fiel 1758 in der Schlacht bei Zorndorf.

### Familie
Er heiratete am 18. Oktober 1743 Louise Henriette von Sydow (* 5. April 1723; † 28. Februar 1756), Tochter von Egidius Ehrentreich von Sydow. Aus der Ehe gingen zwei Kinder hervor:
- Ernst Ludwig Friedrich (* 18. Oktober 1747; † 28. Januar 1812) ⚭ Charlotte Margarethe Wilhelmine von der Goltz (1743–1792), Oberhofmeisterin der Prinzessin Elisabeth von Preußen und Tochter von Generalleutnant Karl Christoph von der Goltz.
- Helene Sophie (* 24. Dezember 1753; † 2. Dezember 1793) ⚭ Karl Friedrich Ernst Truchseß von Waldburg (1743–1800)[1]